# X-treme Big Hits 2003
X-treme Big Hits 2003 er et dansk opsamlingsalbum udgivet i november 2003 af NOW Music. Albummet er en dobbelt-cd bestående af nogle af de største hits fra 2003.

## Trackliste

### Cd 1
1. Safri Duo: "Fallin' High"
2. Sean Paul: "Get Busy"
3. Justin Timberlake: "Rock Your Body"
4. Daniel Bedingfield: "If You're Not The One"
5. Jay-Z feat. Beyoncé Knowles: "'03 Bonnie & Clyde"
6. Jennifer Lopez feat. Styles and Jadakiss: "Jenny From The Block"
7. In-Grid: "Tu Es Foutu"
8. Robbie Williams: "Something Beautiful"
9. Christina Aguilera: "Beautiful"
10. Laze: "Steppin' Out"
11. The Rasmus: "In The Shadows"
12. Alex: "Them Girls"
13. Ufo Yepha: "Hver Dag"
14. Avril Lavigne: "I'm With You"
15. Soulmagic: "Soulmagic"
16. Big Brovaz: "Nu Flow"
17. Melanie C: "Here It Comes Again"
18. Outlandish: "Aicha"

### Cd 2
1. Blue feat. Elton John: "Sorry Seems To Be The Hardest Word"
2. T.A.T.U.: "All The Things She Said"
3. Nik & Jay: "Elsker Hende Mere"
4. Sugababes: "Stronger"
5. Junior Jack: "E Samba"
6. P!nk: "Family Portrait"
7. Bent Fabric: "Jukebox"
8. Jay-Kid: "Blame It On The Boogie 2003"
9. Christine Milton: "Superstar"
10. Busted: "Year 3000"
11. Snoop Dogg feat. Pharrell & Uncle Charlie Wilson: "Beautiful"
12. Julie: "Completely Fallen"
13. Iio: "At The End"
14. Kelly Rowland: "Can't Nobody"
15. Panjabi MC: "Mundian To Bach Ke"
16. Ashanti: "Rock Wit U (Awww Baby)"
17. Karen Busck: "Flyd Fra Mine Læber"
18. Carpark North: "Transparent & Glasslike"